# Bertrange (Luxemburg)
Bertrange (Luxemburgs: Bartreng, Duits: Bartringen) is een gemeente in het Luxemburgse kanton Luxemburg.
De gemeente heeft een totale oppervlakte van 17,39 km² en telde 6.137 inwoners op 1 januari 2007.

## Evolutie van het inwoneraantal
| Jaar                              | 2001  | 2002  | 2003  | 2004  | 2005  |
| --------------------------------- | ----- | ----- | ----- | ----- | ----- |
| Inwoneraantal                     | 5.514 | 5.506 | 5.484 | 5.626 | 5.724 |
| Opmerking: tellingen op 1 januari |       |       |       |       |       |

## Politiek
De gemeenteraad van Bertrange bestaat uit 13 leden (Conseilleren), die om de zes jaar verkozen worden volgens een proportioneel kiesstelsel.

### Resultaten
| 1999-2005 De 11 zetels zijn als volgt verdeeld:  | 2005-2011 De 11 zetels zijn als volgt verdeeld: | 2011-2017 De 13 zetels zijn als volgt verdeeld: |
| Bron: Ministerie van Binnenlandse Zaken / RTL.lu |                                                 |                                                 |

### Gemeentebestuur
Na de gemeenteraadsverkiezingen van 2011 trad een coalitie van DP en déi gréng aan, met 9 zetels. Burgemeester werd Frank Colabianchi (DP).